# Selago canescens
Selago canescens är en flenörtsväxtart som beskrevs av Carl von Linné d.y.. Selago canescens ingår i släktet Selago och familjen flenörtsväxter. Inga underarter finns listade i Catalogue of Life.